# Hyperolius argus
Hyperolius argus is een kikker uit de familie rietkikkers of Hyperoliidae. De soort werd voor het eerst wetenschappelijk beschreven door Wilhelm Peters in 1854. Later werd onder andere de wetenschappelijke naam Rappia argus gebruikt. Een bekende verouderde benaming voor deze soort is Hyperolius melanoleucos.

## Uiterlijke kenmerken
De groene mannetjes zijn meestal eenvoudig te onderscheiden van de meer rood gekleurde vrouwtjes. Alleen vrouwelijke exemplaren hebben ongeveer tien grote, gele tot witte, duidelijk zwart omzoomde vlekken op de rug en poten. Op de bovenzijde van de snuitpunt zit een dikke, eveneens zwartomrande V-vormige vlek in dezelfde lichte kleur. De buik is meestal wit tot geel en de tenen en binnenzijde van de dijen zijn rood en dienen als schrikkleur om vijanden af te schrikken. De mannetjes hebben dus geen grote vlekken en zijn meestal groen met een witte tot gele streep van oog tot halverwege de flanken, en zijn zeer moeilijk van mannetjes van andere soorten uit het geslacht Hyperolius te onderscheiden.

## Algemeen
Het voedsel bestaat uit kleine insecten zoals vliegen en muggen die tijdens de schemering en 's nachts gevangen worden. De habitat bestaat uit tropische, vochtige en warme regenwouden. Hyperolius argus leeft voornamelijk in hoge struiken of bomen. De soort komt voor in delen van Afrika en leeft in de landen Kenia, Mozambique, Somalië, Tanzania en Zuid-Afrika.